# Casa Fèlix Fages
La Casa Fèlix Fages és un edifici modernista del municipi de la Garriga (Vallès Oriental) inclòs en l'Inventari del Patrimoni Arquitectònic de Catalunya.

## Descripció
És un edifici civil, un habitatge unifamiliar aïllat. Consta de planta baixa, pis i golfa. Assentada damunt un sòcol de maçoneria. A l'estuc de les cantonades de li dona forma carreuada. La part superior de les obertures està emmarcada per uns elements geomètrics lineals i cintes. Els entrepilastres de la darrera planta estan esgrafiats amb exuberants dibuixos vegetals. En els límits del ràfec hi ha les pilastres.
És l'obra menys representativa de la primera etapa modernista de Manel J. Raspall. Per primera vegada en les seves obres apareixen forats circulars a les parets.